# Ze'ev Cur
Ze'ev Cur (hebrejsky זאב צור‎, rodným jménem Ze'ev Stein, žil 11. září 1911 – 28. září 1994) byl izraelský politik a poslanec Knesetu za strany Achdut ha-avoda-Po'alej Cijon, Ma'arach, Izraelská strana práce a opět Ma'arach.

## Biografie
Narodil se v tehdejší Ruské říši na území pozdějšího Polska. V Polsku vystudoval střední školu a technickou školu ve Vilniusu. V roce 1931 přesídlil do dnešního Izraele.

## Politická dráha
Angažoval se v sionistických socialistických organizacích v Polsku. Byl členem hnutí he-Chaluc ha-Ca'ir. Po příchodu do dnešního Izraele působil v letech 1933–1934 jako člen zaměstnanecké rady v Rišon le-Cijon. Během války za nezávislost v roce 1948 byl členem výboru židovských sídel v Negevu. Byl členem frakce Bet strany Mapaj. Po jejím rozkolu se roku 1944 stal jedním z vůdců strany Achdut ha-avoda-Po'alej Cijon. V letech 1961–1969 byl jejím politickým tajemníkem. V letech 1962–1966 zasedal ve vedení listu ha-Merchav. V roce 1968 zasedal v ústředním výboru Strany práce. V roce 1974 se stal jedním z ředitelů institutu Jad Tabenkin.
V izraelském parlamentu zasedl poprvé po volbách v roce 1955, do kterých šel za formaci Achdut ha-avoda-Po'alej Cijon. Byl členem výboru finančního. Znovu se v Knesetu objevil až po volbách v roce 1965, kdy kandidoval za stranu Ma'arach. V průběhu volebního období dočasně přešel s celou stranou do poslaneckého klubu Strany práce, aby se pak vrátil k názvu Ma'arach. Byl členem parlamentního výboru finančního a výboru pro zahraniční záležitosti a obranu. Ve volbách v roce 1969 poslanecký mandát neobhájil.
Zastával i vládní posty. V letech 1955–1959 byl náměstkem ministra zemědělství.